# ザ・スタジオ
『ザ・スタジオ』（The Studio）は、セス・ローゲン、エヴァン・ゴールドバーグ、ピーター・ハイク、アレックス・グレゴリー、フリーダ・ペレスが制作したアメリカのコメディシリーズ。セス・ローゲン、キャサリン・オハラ、キャスリン・ハーン、アイク・バリンホルツ、チェイス・スイ・ワンダーズが出演する。最初の2話が2025年3月26日にApple TV+で配信された。

## プロット
急速な社会的、経済的変化を遂げている映画業界を舞台に、映画会社コンチネンタルスタジオの代表に就任したばかりのマット・レミックは、ハリウッドスタジオの生き残りを懸けて奮闘する。

## キャスト
※括弧内は日本語吹替。
マット・レミック
演 - セス・ローゲン（遠藤純一）
コンチネンタル・スタジオの新社長。
パティ・リー
演 - キャサリン・オハラ（寺内よりえ）
元スタジオ代表。
サル・サパースティン
演 - アイク・バリンホルツ（加瀬康之）
スタジオのNo.2。
クイン・ハケット
演 - チェイス・スイ・ワンダーズ（小市眞琴）
スタジオのクリエイティブ・エグゼクティブ。
マヤ
演 - キャスリン・ハーン（野々山恵梨）
スタジオのマーケティング責任者。

### ゲスト
グリフィン・ミル
演 - ブライアン・クランストン（牛山茂）
スタジオのCEO。
ミッチ・ワイツ
演 - デヴィッド・クラムホルツ（斎藤寛仁）
ハリウッドのエージェント。
ペトラ
演 - キーラ・モンテローソ・メヒア（島田愛野）
タイラー
演 - ドウェイン・パーキンス（廣瀬武央）
- 本人: ピーター・バーグ（玉井勇輝）
- 本人: ポール・ダノ（斎藤寛仁）
- 本人: マーティン・スコセッシ（玉井勇輝）
- 本人: ニコラス・ストーラー（英語版）（前田雄）
- 本人: シャーリーズ・セロン（島田愛野）
- 本人: スティーヴ・ブシェミ（多田野曜平）
- 本人: グレタ・リー（坂本悠里）
- 本人: サラ・ポーリー（魏涼子）
- PA・ダグ: トーマス・バルブスカ（前田雄）
- 本人: デイヴ・フランコ（村井雄治）
- 本人: ロン・ハワード（大下昌之）
- 本人: アンソニー・マッキー（江頭宏哉）
- 本人: オリヴィア・ワイルド（東内マリ子）
- 本人: ザック・エフロン（森田成一）
- 本人: リル・レル・ハウリー（山田浩貴）
- 本人: ゾーイ・クラヴィッツ
- サラ: レベッカ・ホール
- 本人: アダム・スコット
- 本人 / 『Duhpocalypse』の俳優: ジョニー・ノックスヴィル
- 本人 / 『Duhpocalypse』の俳優: ジョシュ・ハッチャーソン
- 本人: アイス・キューブ
- ザック・スナイダー
- ゴールデングローブ賞プレゼンター: アントニー・スター
- 本人: ラミー・ユセフ（英語版）
- 本人: マシュー・ベローニ（英語版）
- 本人: テッド・サランドス（英語版）
- 本人: ベン・スティラー

日本語版制作スタッフ 演出：甲斐樹美子、翻訳：おぐちゆり、調整：岡田光成、録音：竹内梨紗、制作：後藤啓介、杉本阿蘭、ブロードメディア

## エピソード
| 通算 話数 | タイトル                                    | 監督                                      | 脚本 | 放送日        |
| --- | ------------------------------------------- | ----------------------------------------- | --- | ------------- |
| 1 | "出世" "The Promotion"                      | セス・ローゲン & エヴァン・ゴールドバーグ | セス・ローゲン & エヴァン・ゴールドバーグ & ピーター・ハイク & アレックス・グレゴリー & フリーダ・ペレス | 2025年3月26日 |
| マット・レミックは、架空のコンチネンタル・スタジオのスタジオ幹部で、知的財産（IP）ベースの作品が主流になりつつある業界の中でも、なお芸術的誠実さを信じている人物。マットは、長年の指導者であるパティ・リーが新CEOのグリフィン・ミルの命で解雇された後、その後任として念願のスタジオ代表に昇進する。 グリフィンは、「クールエイド・マン」を題材にした映画を承認することを条件にその地位を提示し、マットはしぶしぶ同意する。マットは、作品を成功させるには優秀な監督を起用するのが最善だと考え、自らニコラス・ストーラーを選ぶ。しかしその後、マーティン・スコセッシがジョーンズタウンの大量虐殺を題材にした脚本を書いたことを知り、これをクールエイドの映画として使うことに決める。ところが、同じくスタジオ幹部のサル・サパースティーンとマーケティング部長のマヤ・メイソンから強い反対を受け、グリフィンとの会議後にストーラー案を採用することを決断する。マットは、スコセッシの脚本を買ったのはプロジェクトを潰すためだったとグリフィン説明する。ストーラーを再び雇うため、マットはパティを訪ね、彼女が自分の映画をプロデュースできるという好条件で交渉を成立させる。その後、シャーリーズ・セロンが主催するパーティーで、マットとサルはスコセッシに対し、彼が「最後の作品」として温めていたその企画が実現しないことを告げる。これに激怒したスコセッシはマットを叱責し、泣き崩れ、それを見たセロンは、マットとサルをパーティーから追い出す。 |                                             |                                           | |               |
| 2 | "長回し" "The Oner"                         | セス・ローゲン & エヴァン・ゴールドバーグ | ピーター・ハイク                                                                                         | 2025年3月26日 |
| マットとサルは、日没時にワンカット撮影（oner）を行う瞬間を見学しようと期待してサラ・ポーリーが監督し、グレタ・リーが主演する恋愛映画の撮影現場へ向かうが、、その撮影は時間的制約によりその日しか実現不可能であった。両名の映画製作者は、マットに対してそれぞれの要求を抱いており、ポーリーは、そのシーンで「無情の世界」を流すための使用料を必要としており、リーはプロモーションツアー中にスタジオ所有のプライベートジェットを利用したいと考えていた。 パティとサルは、マットが現場に居続けることでキャストやクルーの妨げになることを恐れ、彼をセットから離そうとする。だが、ポーリーはマットの機嫌を損ねたくない一心で、彼の提案の一つをシーンに取り入れることに同意してしまい、これによりクルーは貴重な時間を失い、最初のテイクは台無しになる。さらにマットは、モニターエリアで声を張りすぎたり、誤ってカメラのフレームに映り込んだり、怪我をしたりと、他のテイクにも支障をきたす。ようやく完璧に思われたテイクも、マットの車がリーの車の進路を塞いでいたため、彼女がドライブウェイから出られず失敗に終わり、これに激怒したポーリーは、即座にマットを撮影現場から退場させる。その後、日が暮れる中、マットとサルは車で現場を離れ、テキストメッセージでクルーが結局そのショットを撮影できなかったことを知らされる。 |                                             |                                           | |               |
| 3 | "ちょっとした提案" "The Note"               | セス・ローゲン & エヴァン・ゴールドバーグ | セス・ローゲン & エヴァン・ゴールドバーグ                                                                | 2025年4月2日  |
| チームはロン・ハワードの新作映画『アルファベット・シティ』の試写を鑑賞することに大いに期待していたが、物語終盤のモーテルを舞台にした冗長なシークエンスによって、その期待は落胆へと変わる。この場面については、全員がカットすべきだとの意見で一致する。ハワードがマーケティング会議のためにスタジオへ早めに到着したことで、マットが直接意見を伝える機会が生まれるが、彼はかつて『ビューティフル・マインド』の際に感想を述べたところ、ハワードに嘲笑されたというトラウマから躊躇していた。そこへパティが、問題のモーテル・シーンがハワードの亡き従兄への追悼であることを明かし、事態はさらに複雑化する。クイン、サル、そして主演・プロデューサーであるアンソニー・マッキーも、誰一人としてハワードに意見を伝えることができなかった。マーケティング責任者のマヤは、映画の長さを現状のままにしておくと上映回数が減り、興行収入が下がるとチームに伝える。会議の場で、マヤはマットに意見があると口火を切り、それに応じてハワードは『ビューティフル・マインド』の出来事を持ち出す。これによりマットは屈辱を受け、堪えきれずにモーテル・シーンがいかに退屈であるかをハワードに面と向かって非難する。ハワードはこれに激しく反発する。その夜遅く、ハワードからマットに電話が入り、彼は謝罪の意を示し、問題のシーンを削除することに同意する。しかし同時に、今後もし再び逆らうようなことがあればマットを潰すと脅しをかけるのであった。 |                                             |                                           | |               |
| 4 | "消えたフィルム" "The Missing Reel"         | セス・ローゲン & エヴァン・ゴールドバーグ | ピーター・ハイク                                                                                         | 2025年4月9日  |
| マットは映画への熱意に押され、予算超過となったオリヴィア・ワイルドのネオ・ノワール探偵映画の打ち上げパーティーを中止せざるを得なくなる。高額なシーンが収録されたリールが盗難されたと思われ、マットとサルは再撮影を避けるため、急いでその場所を探す。主演俳優のザック・エフロンを疑い、彼のトレーラーで衣装デザイナーのエヴリン宛ての現金入りの封筒を発見し、エヴリンはそれを受け取り、手首にタトゥーのある男と交換して箱を手に入れる。エヴリンはシャトー・マーモントへ向かい、エフロンもその後すぐに招待制のイベントに参加するため会場に到着する。サルは会場を後にするが、マットは彼が戻ってくるのを目撃する。マットがこっそりと会場に入ると、エフロンが秘密の打ち上げパーティーを開いており、エヴリンの箱には特注の帽子が入っていた。マットとサルは和解し、手首に偽のタトゥーをしたエキストラに気づくが、これはワイルドがカメオ出演後にタトゥーを入れていたものだった。エフロンが、ワイルドが紛失したリールのシーンに不満を持っていたことを明かすと、マットとサルは彼女が盗んだのではないかと推測する。2人はハリウッドサインの近くでワイルドがピックアップショットを撮影していたワイルドに詰め寄り、再撮影を強要するためにリールを盗んだことを認めさせる。追跡の末、ワイルドはフィルムを坂道に転がして破壊してしまう。最終的にマットは、再撮影費を捻出するために自身の車をエフロンに売らねばならなくなる。 |                                             |                                           | |               |
| 5 | "争奪戦" "The War"                          | セス・ローゲン & エヴァン・ゴールドバーグ | フリーダ・ペレス                                                                                         | 2025年4月16日 |
| サルは、『Smile スマイル』の監督であるパーカー・フィンにスラッシャー映画『ウィンク』の監督を依頼しようとしており、一方、クインは自分の似た企画にオーウェン・クラインを起用したいと考えていた。マットは『ウィンク』を選ぶが、両監督との面会にも同意する。しかし、サルに軽んじられたと感じたクインは、マットのアシスタントのコンピューターからフィンとの面会予定を削除し、マットはその代わりにクリス・ヘムズワースとの別の会議に出席してしまう。報復として、サルはクラインとの会議に乱入し、スタジオからの圧力の話を持ち出して彼を怖気づかせ、会議を台無しにする。クインは再び仕返しを図り、サルのアシスタントであるダニエルのゴルフカートを盗んでサルの予約駐車スペースを塞ぐが、これにより一連のトラブルが発生し、サルのスーツは台無しになり、再調整されたフィンとの会議にも間に合わなくなる。激怒したサルはクインを追いかけ、彼女にブリトーを投げつけるが、誤ってゴルフカートを運転中の助監督に命中させてしい、その結果、助監督のカートは暴走してNetflixの歴史ドラマ『我こそはナポレオン』のセットを破壊してしまう。この件で人事部門の調査が入ると、クインはサルを解雇に追い込み、自分がその後任になる機会だと考える。サルは自分の人生が崩壊することを恐れて涙を流し、それを見たクインは考えを改め、サルの作り話に協力する代わりに、彼の駐車スペースを譲ること、そして自身の映画の製作を後押しすることを条件に提示する。こうして二人は和解し、『ウィンク』の監督候補について話し合うために再び顔を合わせる。                                                                    |                                             |                                           | |               |
| 6 | "小児がんの先生" "The Pediatric Oncologist" | セス・ローゲン & エヴァン・ゴールドバーグ | アレックス・グレゴリー                                                                                   | 2025年4月23日 |
| マットは新たに交際を始めた小児がん専門の腫瘍科医である恋人サラに付き添い、ジ・エベルで開かれた、がんを患う子どもたちの支援を目的としたシダーズ・サイナイ・メディカル・センター主催の資金集めイベントに参加する。しかし、サラとその同僚たちが映画やマットの仕事を軽んじるような態度を見せ、コンチネンタル社の新作でスパイク・ジョーンズが監督を務め、ジョニー・ノックスビルとジョシュ・ハッチャーソンが主演する排泄系ユーモアが含まれる風刺映画『ダポカリプス！』にも侮蔑的な反応を示すことにマットは落胆する。慈善オークションの場で、マットはサラの友人たちが落札を狙っていた「スコッティ・シェフラーと共にロイヤル・カウンティ・ダウン・ゴルフクラブでのゴルフ休暇」を、まったく興味がないにもかかわらず権力誇示の一環として競り落とし、サラの怒りを買う。その後、マットは謝罪し、映画が医学と同等に重要だと認めるならば、その賞品を譲ると申し出る。しかし彼らはこれを拒否し、苛立ったマットは、その場で携帯電話を使って進行中の『ダポカリプス！』の予告編編集を確認していた際につまずき、右手の小指を骨折、意識を失って救急車で搬送されることとなるが、サラは同行しなかった。自宅で療養中、マットはノックスビルのエージェントである映画に対する理解は深いが、マットにはさほど関心を示していなかったリーと関係を持つ。 |                                             |                                           | |               |
| 7 | "キャスティング" "Casting"                  | セス・ローゲン & エヴァン・ゴールドバーグ | アレックス・グレゴリー                                                                                   | 2025年4月30日 |
| アイス・キューブをクールエイド・マンの声優に起用することがアフリカ系アメリカ人のステレオタイプを助長するのではないかという懸念から、制作チームは意見を募ることにした。クインは、「クールエイドはむしろ貧困層向けの飲み物だから問題ない」と主張し、一方でタイラーは、「黒人男性をクールエイド・マンに起用しない方がむしろ差別だ」と述べ、さらにジーエとリル・レル・ハウリーは、「もしミセス・クールの声を黒人女性が演じなければ、それは差別になる」と主張し、その結果、キャストから降板したサンドラ・オーに代わってレジーナ・キングが起用されることとなった。これにより実写パートのキャストが全員白人となってしまったため、ジョシュ・デュアメルとジェシカ・ビールの代役としてドン・チードルとキキ・パーマーが配役される。脚本家のデヴとサンドラは、「キャストが全員黒人になった今、脚本も黒人の作家が手がけるべきだ」との考えからプロジェクトから降板する。代わってストーラーが脚本を自ら書き直し、制作予算とスケジュールの維持のためにAIアニメーション制作会社を起用することを決定する。表現と多様性をめぐるさらなる議論の中、マットはアイス・キューブ本人に直接意見を求めるが、彼は「特に問題ない」との見解を示す。やがて、アナハイム・コミコンで行われた『クールエイド・ムービー』の主演発表は観客の熱狂をもって迎えられる。しかし、観客の一人が「AIアニメーションの使用」について質問すると空気が一変する。ストーラーは回答を避けるためにその場から逃走し、アイス・キューブも侮蔑の表情で退場してしまい、マットは、ブーイングを浴びせる聴衆の前に一人取り残されることとなる。 |                                             |                                           | |               |
| 8 | "The Golden Globes"                         | セス・ローゲン & エヴァン・ゴールドバーグ | ピーター・ハイク                                                                                         | 2025年5月7日  |
| 9 | "CinemaCon"                                 | セス・ローゲン & エヴァン・ゴールドバーグ | アレックス・グレゴリー                                                                                   | 2025年5月14日 |
| 10 | "The Presentation"                          | セス・ローゲン & エヴァン・ゴールドバーグ | セス・ローゲン & エヴァン・ゴールドバーグ & ピーター・ハイク & アレックス・グレゴリー & フリーダ・ペレス | 2025年5月21日 |

## 製作
2022年11月14日、 Apple TV+がセス・ローゲン主演のタイトル未定の芸能コメディシリーズを買収し、シリーズ化の発注を行ったことが発表された。
2024年3月25日、タイトル未定のシリーズに『The Studio』という名前が付けられ、シリーズはローゲン、エヴァン・ゴールドバーグ、フリーダ・ペレス、ピーター・ホイック、アレックス・グレゴリーによって共同制作されることが発表された。ローゲンとゴールドバーグはシリーズの共同脚本と監督も担当する。シリーズの撮影は2024年3月に開始された。
このシリーズの製作総指揮は、ポイント・グレイ・ピクチャーズのセス・ローゲン、エヴァン・ゴールドバーグ、ジェームズ・ウィーバー、およびフリーダ・ペレス、ピーター・ハイク、アレックス・グレゴリー、アレックス・マカティー、ジョシュ・フェイゲンが担当する。製作会社はポイント・グレイ・ピクチャーズとライオンズゲート・テレビジョンに決定した。
2022年11月14日の最初のシリーズ発表では、ローゲンがシリーズの主演を務めることが発表された。
2024年3月25日、キャサリン・オハラ、キャスリン・ハーン、アイク・バリンホルツ、チェイス・スイ・ワンダーズがシリーズのメインキャストに加わり、ブライアン・クランストン、キーラ・モンテローソ・メヒア、ドウェイン・パーキンスがゲスト出演することが発表された。